# Neustädter Markt (Hanau)
Der Neustädter Markt in Hanau ist der zentrale Platz in der 1597 gegründeten Neustadt Hanau.

## Geschichte

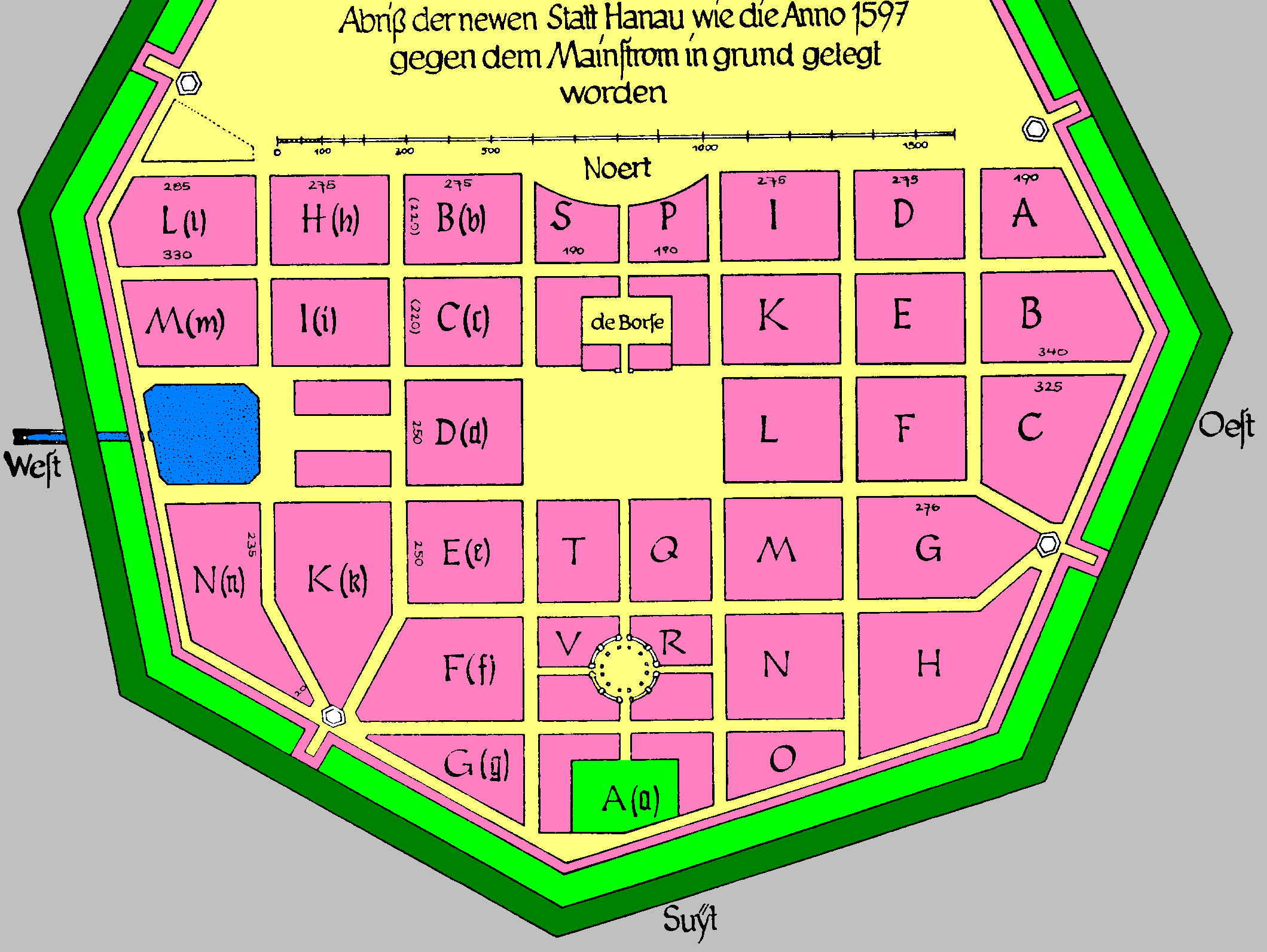
Entwurf für die Anlage der Hanauer Neustadt 1597. Der Markt ist die gelbe Fläche in der Mitte.

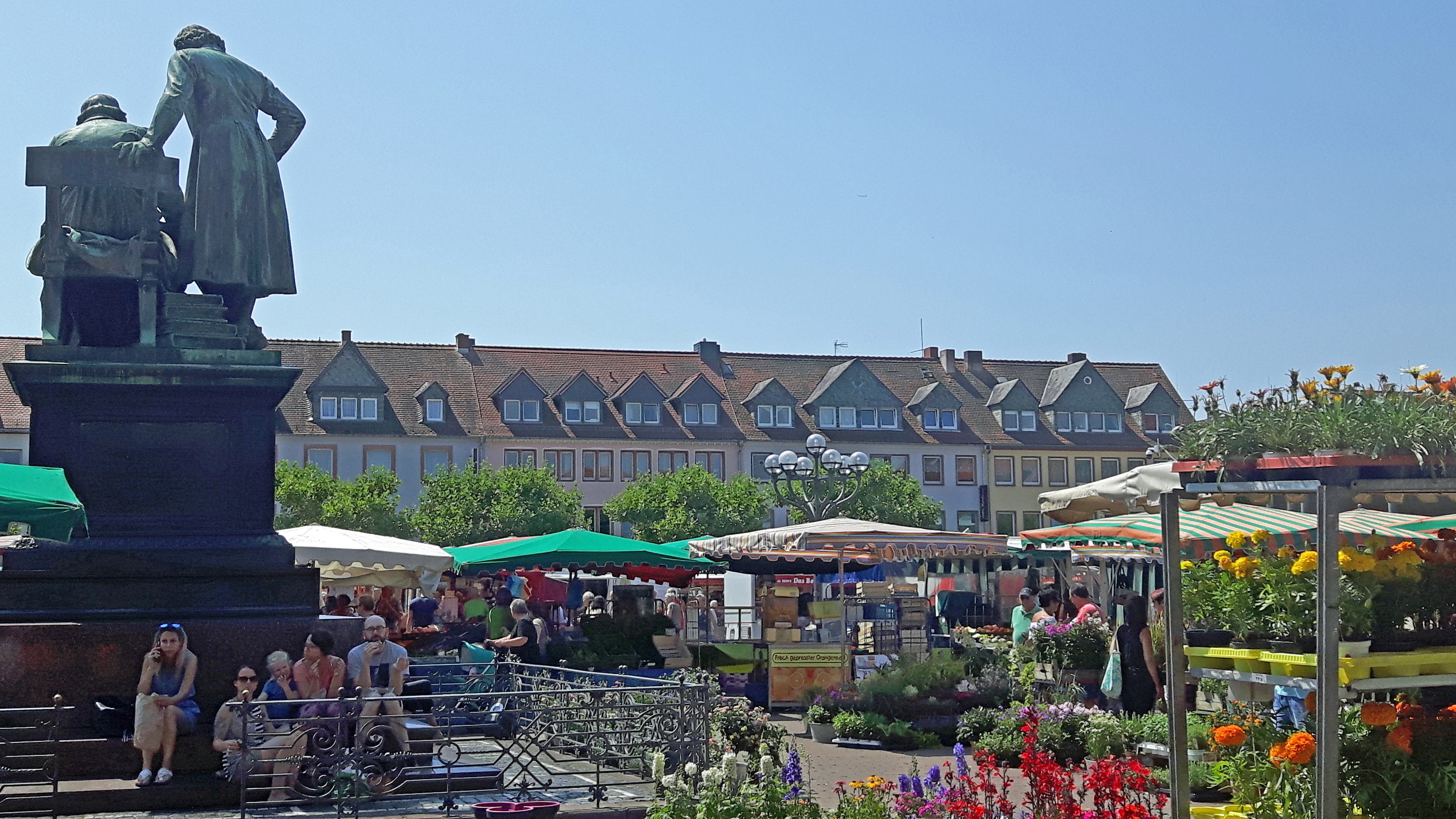
Blick auf die Südseite des Marktplatzes, vorbei am Brüder-Grimm-Nationaldenkmal über den Wochenmarkt

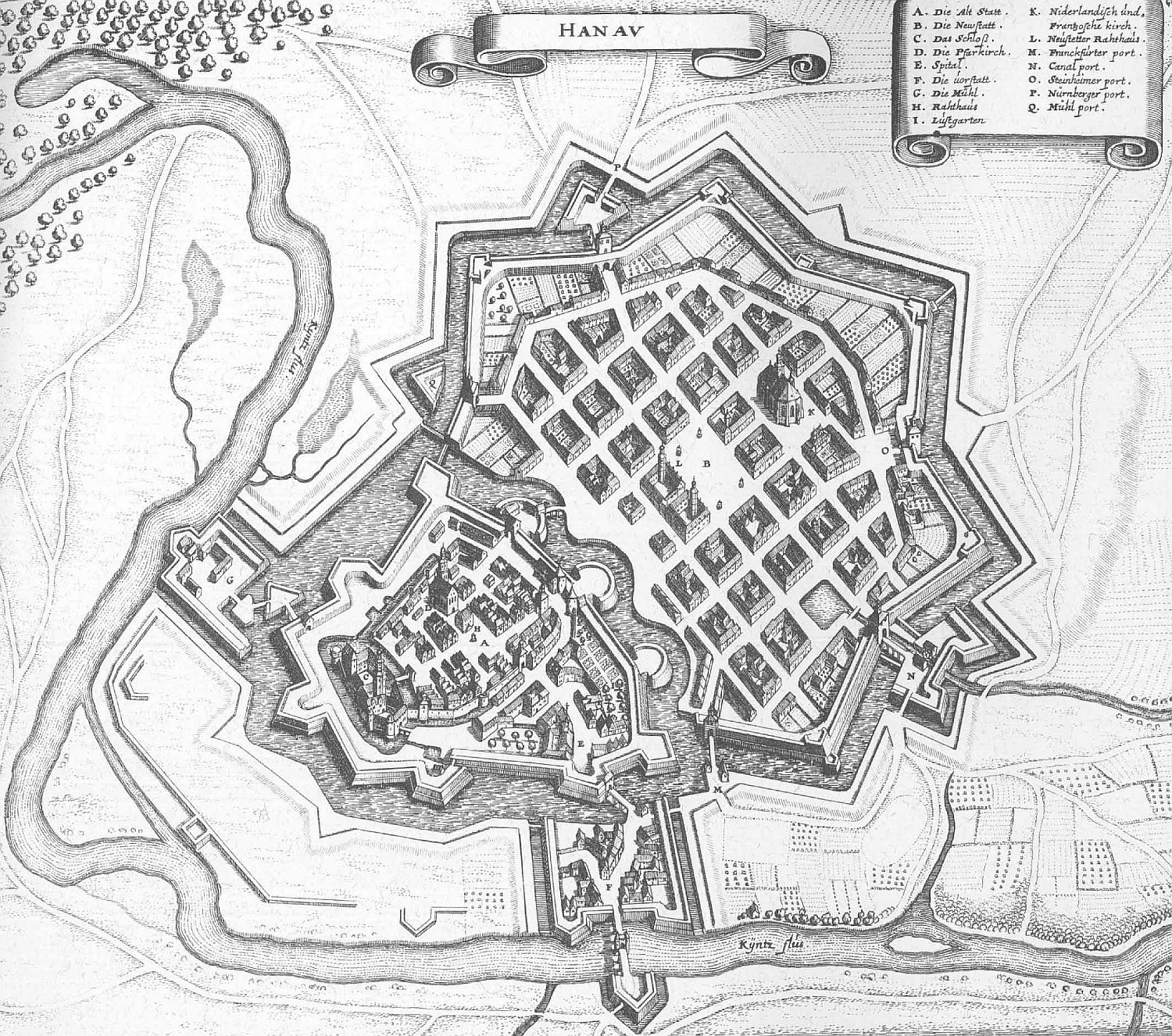
Auszug aus der Topographia Hassiae von Matthäus Merian 1655, einem
Idealplan der Alt- (links) und Neustadt (rechts) Hanau. Die zentrale Freifläche in der Neustadt ist der Markt.

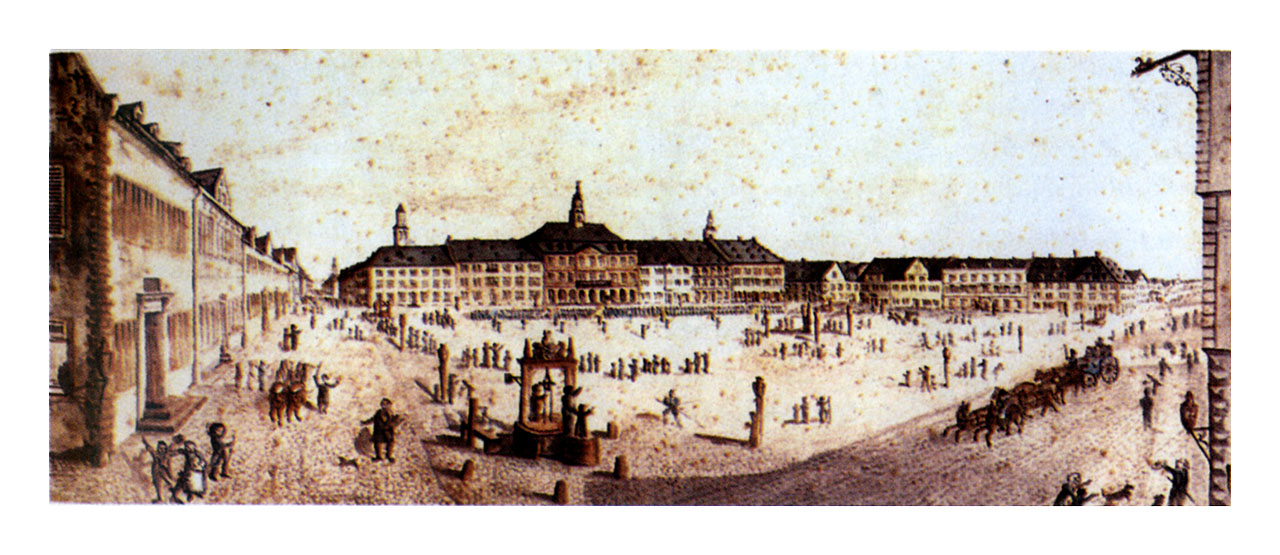
Ansicht des Neustädter Marktes beim Einzug des Fürstprimas Karl Theodor von Dalberg 1810 (Zeichnung von Bernhard Hundeshagen).

Am 1. Juni 1597 schloss Graf Philipp Ludwig II. von Hanau-Münzenberg einen Vertrag mit calvinistischen Flüchtlingen, die ursprünglich aus Frankreich und den Spanischen Niederlanden stammten, die Kapitulation der Neustadt Hanau, die ihre Ansiedlung in Hanau regelte. Sie ist der Gründungsakt für die Neustadt Hanau. Der Graf stellte das Baugelände südlich der Hanauer Altstadt zur Verfügung.
Die Neustadt wurde von vornherein mit einer eigenen, modernen barocken Befestigung umgeben, die sich an die Befestigung der Altstadt anlehnte. Dem Stadtgrundriss lag ein regelmäßiges, im Winkel von 90 Grad zueinander verlaufendes Straßennetz zugrunde, das die zu bebauenden Straßenblöcke begrenzte. Zwei dieser Blöcke wurden ausgespart und bildeten den Neustädter Markt und die Französische Allee. Zwischen beiden verläuft die Paradiesgasse, die die Sichtachse zwischen dem Neustädter Rathaus am Markt und der Wallonisch-Niederländischen Kirche auf der Französischen Allee herstellt. Dies beinhaltete auch ein politisches Programm: Die weitgehende politische und kirchliche Selbständigkeit der neuen Stadt gegenüber dem Landesherren wurde damit zum Ausdruck gebracht.

## Bedeutung

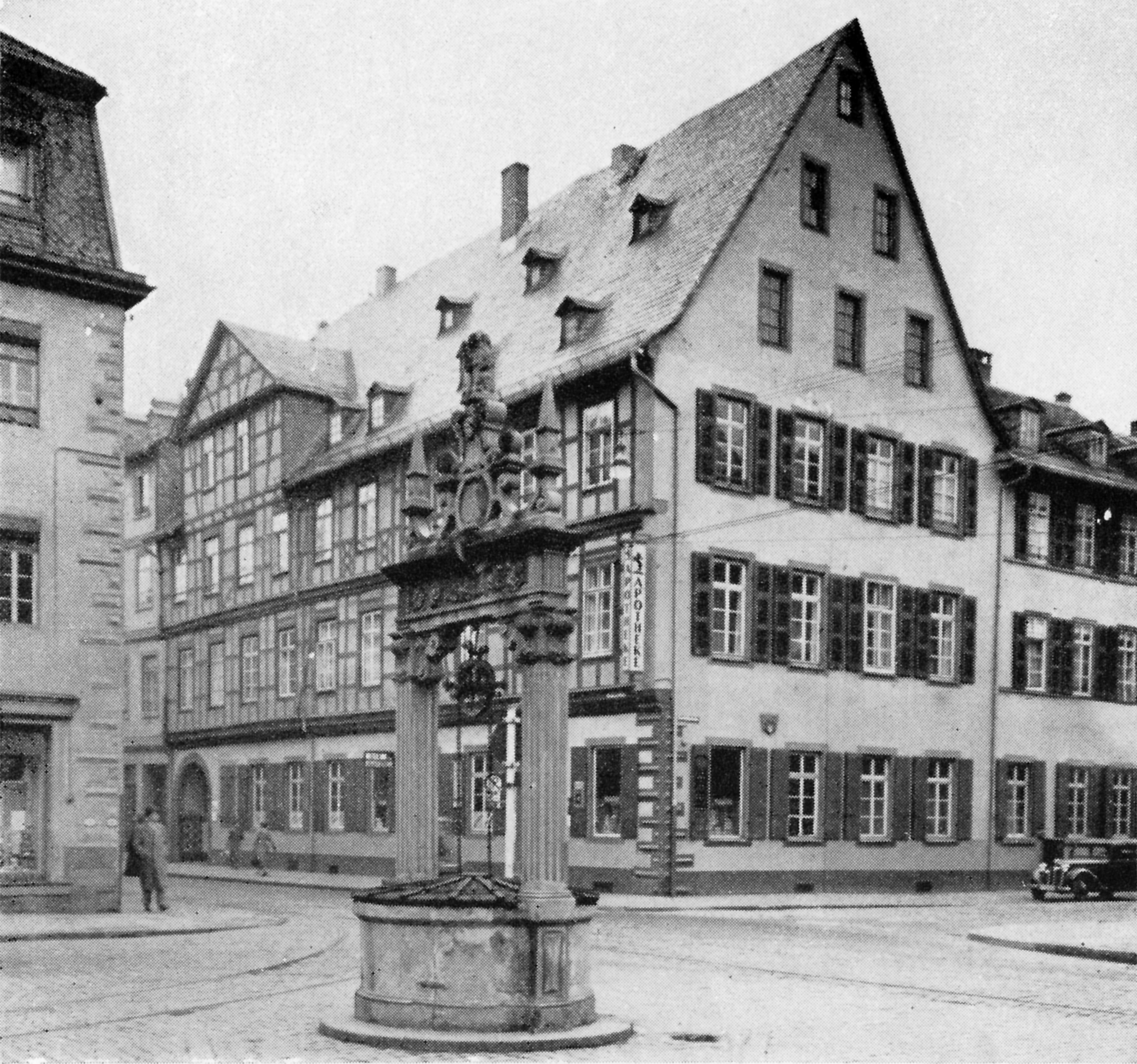
Südöstliche Ecke des Platzes mit Marktbrunnen (Rabeneckbrunnen). Im Hintergrund das Haus zum Einhorn, Ecke Nürnberger Straße / Kölnische Straße

### Städtebaulich

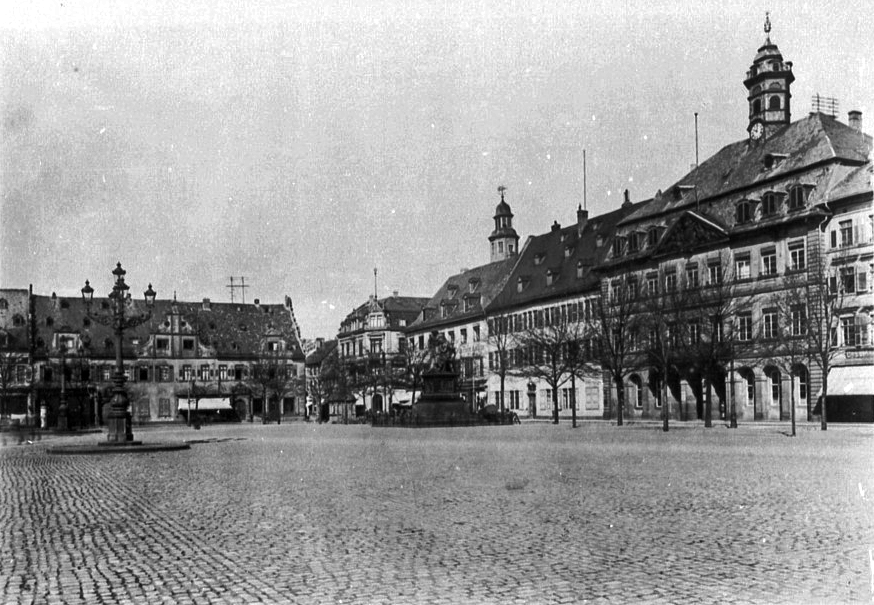
Der Platz vor der Zerstörung der Randbebauung im Zweiten Weltkrieg

Der Neustädter Markt gehört zu einer Reihe von Plätzen, die sich nahezu axial von Nord nach Süd durch Alt- und Neustadt Hanau ziehen: Schlossplatz, Altstädter Markt, Freiheitsplatz, Neustädter Markt, Französische Allee und Hafenplatz.
Der Neustädter Markt ist denkmalrechtlich nach dem Hessischen Denkmalschutzgesetz Bestandteil der gleichnamigen Gesamtanlage.

### Politisch
Auf dem Platz findet noch heute – zweimal wöchentlich: mittwochs und samstags – der Wochenmarkt statt, der auf das Stadtrechtsprivileg für die Hanauer Altstadt von König Albrecht I. vom 2. Februar 1303 zurückgeht und heute der größte in Hessen ist. Auch sonst war der Marktplatz der Altstadt der Mittelpunkt öffentlichen Lebens. Ursprünglich geplant war, hier eine Börse zu errichten.
Als zentraler Ort des politischen Lebens spielte er in der Folgezeit immer eine große Rolle, so auch bei den revolutionären Unruhen der Jahre 1830 und 1848. (Siehe auch: Hanauer Ultimatum).

## Bebauung
Nach der Gründung der Neustadt Hanau dauerte es etwa 15 Jahre, bis sich die Randbebauung des Marktplatzes geschlossen hatte. Lediglich die Baustelle für das geplante Rathaus war zunächst noch offen. Die Randbebauung war traufständig, zwei-, maximal dreigeschossig, wobei einige Gebäude dekorative Zwerchhäuser trugen.
Der Platz erhielt in jeder seiner Ecken einen dekorativen Ziehbrunnen. Einer dieser Brunnen wurde 1984 (unhistorisch) in die Achse zwischen Rathaus und Wallonisch-Niederländische Kirche gestellt. Die anderen Brunnen waren im Zweiten Weltkrieg zerstört worden.
In den 1960er-Jahren wurde fast der gesamte Marktplatz „unterkellert“. Der größte Teil wurde zur Tiefgarage, ein Teil der Unterkellerung Verkaufsfläche für den angrenzenden Kaufhof.

### Neustädter Rathaus
Das Neustädter Rathaus wurde zwischen 1725 und 1733 von Christian Ludwig Hermann errichtet. Ursprünglich war es lückenlos in die nördliche Bauzeile des Marktplatzes eingefügt. Zum Solitär, gerahmt von modernen Zweckbauten, wurde es erst mit dem Wiederaufbau in den 1960er-Jahren. Diese rahmenden Zweckbauten hatten ursprünglich flache Dächer und Waschbetonfassaden nach einem Entwurf von Th. Pabst (Darmstadt). Der brutale Kontrast zwischen dieser modernen Fassung und dem darin stehenden barocken Rathaus führte dazu, dass die Zweckbauten ein barockisierendes Mansardgeschoss aufgesetzt erhielten.
Zu den Einzelheiten siehe dort.

### Hofapotheke
Am Markt 19 steht die so genannte Hofapotheke. Sie ist neben dem Rathaus das einzige nach den Luftangriffen des Zweiten Weltkriegs verbliebene Baudenkmal, das an die Gründungszeit der Neustadt erinnert. Dies gilt insbesondere für das prächtige Eingangsportal aus der Zeit von 1595/1600, eine der wenigen und unversehrten Spolien am Markt, das in das 1949 wieder aufgebaute Wohn- und Geschäftshaus an der Ecke zur Krämerstraße integriert wurde.

### Nationaldenkmal der Brüder Grimm
Das Nationaldenkmal für die in Hanau geborenen Brüder Grimm wurde 1896 vor dem Neustädter Rathaus errichtet. Der Entwurf stammt von Syrius Eberle. (Wilhelm Grimm sitzt, Jacob Grimm steht.)

### Kaufhof
Die gesamte Ostseite des Platzes nimmt das Gebäude des Kaufhof ein. Das Gebäude stammt aus dem Jahre 1957, Architekten waren Hermann Wunderlich und Reinhold Klüser. Es handelt sich um einen Stahlskelettbau, dessen Fassade zum Marktplatz durchgehend mit in Aluminium gefasstem Glas gestaltet ist. Ein Teil dieser Verkleidung besteht aus grünem Glas, was zunächst seitens der Bürgerschaft stark kritisiert wurde, in der Folgezeit aber zur Erkennungsfarbe der Kaufhof AG avancierte. Dasselbe Architektenpaar hat auch schon 1954 das Hauptverwaltungsgebäude der Kaufhof AG in Köln geschaffen. Beide Gebäude sind typologisch eng verwandt. Das äußere Erscheinungsbild des Hanauer Kaufhof-Gebäudes ist ein anspruchsvoller Vertreter moderner Warenhausarchitektur. Es blieb bis heute weitgehend ungestört erhalten und ist deshalb ebenfalls ein Kulturdenkmal nach dem Hessischen Denkmalschutzgesetz.